# Merops
Merops Linnaeus, 1758 è un genere di uccelli della famiglia Meropidae. Si tratta di specie ornitologiche del Vecchio Mondo caratterizzate da piumaggi assai colorati, corpi snelli e piume della coda centrale solitamente allungate. La loro dieta comprende principalmente insetti, specie api, vespe e calabroni. Tutti i gruccioni appartengono al genere Merops e alla sottofamiglia Meropinae, ad eccezione di tre varianti asiatiche comprese nella sottofamiglia Nyctyornithinae (nei generi Nyctyornis e Meropogon). Il genere Merops fu introdotto dal naturalista svedese Carlo Linneo nel 1758 nella decima edizione del suo Systema Naturae. L'esemplare più conosciuto del genere è probabilmente il gruccione comune (Merops apiaster). Il nome del genere deriva dal termine in greco antico che vuol dire "mangiatore di api".

## Tassonomia e sistematica
Si conoscono 27 specie:
| Immagine | Nome comune                       | Nome scientifico     | Areale |
| -------- | --------------------------------- | -------------------- | --- |
|          | Gruccione testanera               | Merops breweri       | Angola, Repubblica Centrafricana, Congo, Repubblica Democratica del Congo, Costa d'Avorio, Gabon, Ghana, Nigeria e Sud Sudan |
|          | Gruccione testablu                | Merops muelleri      | Camerun, Repubblica Centrafricana, Congo, Repubblica Democratica del Congo, Gabon, Guinea Equatoriale e Kenya |
|          | Gruccione testablu occidentale    | Merops mentalis      | Camerun, Costa d'Avorio, Guinea Equatoriale, Ghana, Guinea, Liberia, Nigeria e Sierra Leone |
|          | Gruccione nero                    | Merops gularis       | dalla Sierra Leone al sud-est della Nigeria |
|          | Gruccione coda di rondine         | Merops hirundineus   | Africa subsahariana |
|          | Gruccione minore                  | Merops pusillus      | Africa subsahariana |
|          | Gruccione pettoblu                | Merops variegatus    | Angola, Zambia, Tanzania, Uganda, Repubblica Democratica del Congo, Nigeria e Camerun |
|          | Gruccione etiope                  | Merops lafresnayii   | Eritrea, Etiopia, Sudan del Sud, Sudan |
|          | Gruccione pettocannella           | Merops oreobates     | Burundi, Repubblica Democratica del Congo, Etiopia, Kenya, Ruanda, Sud Sudan, Tanzania e Uganda |
|          | Gruccione golarossa               | Merops bulocki       | Benin, Burkina Faso, Camerun, Repubblica Centrafricana, Ciad, Repubblica Democratica del Congo, Costa d'Avorio, Etiopia, Gambia, Ghana, Guinea, Guinea-Bissau, Mali, Mauritania, Niger, Nigeria, Senegal, Sierra Leone, Sudan, Togo e Uganda                                             |
|          | Gruccione frontebianca            | Merops bullockoides  | Africa subequatoriale |
|          | Gruccione di Somalia              | Merops revoilii      | Etiopia, Somalia, Kenya settentrionale e orientale |
|          | Gruccione golabianca              | Merops albicollis    | Dal Senegal meridionale fino all'Uganda |
|          | Gruccione di Böhm                 | Merops boehmi        | Repubblica Democratica del Congo, Malawi, Mozambico, Tanzania e Zambia |
|          | Gruccione verde africano          | Merops viridissimus  | Africa subsahariana dal Senegal e dal Gambia all'Etiopia; valle del Nilo |
|          | Gruccione verde arabo             | Merops cyanophrys    | Penisola Arabica e Levante |
|          | Gruccione verde asiatico          | Merops orientalis    | Dalla costa meridionale dell'Iran a est attraverso il subcontinente indiano fino al Vietnam |
|          | Gruccione della Persia            | Merops persicus      | Nord Africa e Medio Oriente dalla Turchia orientale al Kazakistan e all'India |
|          | Gruccione del Madagascar          | Merops superciliosus | Angola, Botswana, Burundi, Comore, Repubblica Democratica del Congo, Gibuti, Eritrea, Etiopia, Kenia, Madagascar, Malawi, Mayotte, Mozambico, Namibia, Ruanda, Somalia, Sudan del Sud, Sudan, Tanzania, Uganda, Zambia, Zimbabwe                                                         |
|          | Gruccione codazzurra              | Merops philippinus   | Sud-est asiatico |
|          | Gruccione iridato                 | Merops ornatus       | Australia, Papua Nuova Guinea e alcune delle isole meridionali dell'Indonesia |
|          | Gruccione golazzurra              | Merops viridis       | Sud-est asiatico |
|          | Gruccione testacastana            | Merops leschenaulti  | India e da est a sud-est asiatico |
|          | Gruccione comune                  | Merops apiaster      | Europa meridionale e parti dell'Africa settentrionale e dell'Asia occidentale |
|          | Gruccione roseo                   | Merops malimbicus    | Angola, Benin, Burkina Faso, Congo, Repubblica Democratica del Congo, Costa d'Avorio, Guinea Equatoriale, Gabon, Ghana, Nigeria e Togo |
|          | Gruccione carminio settentrionale | Merops nubicus       | Benin, Burkina Faso, Camerun, Repubblica Centrafricana, Ciad, Repubblica Democratica del Congo, Costa d'Avorio, Eritrea, Etiopia, Gambia, Ghana, Guinea, Guinea-Bissau, Kenya, Liberia, Mali, Mauritania, Niger, Nigeria, Senegal, Sierra Leone, Somalia, Sudan, Tanzania, Togo e Uganda |
|          | Gruccione carminio meridionale    | Merops nubicoides    | Dalla provincia sudafricana di KwaZulu-Natal e dalla Namibia al Gabon, dalla Repubblica Democratica del Congo orientale al Kenya |

### Classificazioni obsolete
In passato, alcuni tassonomisti consideravano anche la seguente specie (o sottospecie) annoverata nel genere Merops:
- Allodola gazza (come Merops picatus)